# Олеак-Десюс
Олеа́к-Десю́с (фр. Oléac-Dessus, окс. Auliac Dessús) — коммуна во Франции, находится в регионе Юг — Пиренеи. Департамент — Верхние Пиренеи. Входит в состав кантона Турне. Округ коммуны — Тарб.
Код INSEE коммуны — 65333.

## География
Коммуна расположена приблизительно в 660 км к югу от Парижа, в 115 км юго-западнее Тулузы, в 13 км к юго-востоку от Тарба.
На востоке коммуны протекает река Аррет.

## Климат
Климат умеренно-океанический с солнечной тёплой погодой и обильными осадками на протяжении практически всего года.

## Население
Население коммуны на 2010 год составляло 98 человек.
| 1962 | 1968 | 1975 | 1982 | 1990 | 1999 | 2010 |
| ---- | ---- | ---- | ---- | ---- | ---- | ---- |
| 100  | 82   | 101  | 88   | 92   | 89   | 98   |

## Администрация
| Период | Период | Фамилия     | Партия | Примечания |
| ------ | ------ | ----------- | ------ | ---------- |
| 2001   | 2020   | Сириль Лаба |        |            |

## Экономика
В 2010 году среди 60 человек трудоспособного возраста (15-64 лет) 47 были экономически активными, 13 — неактивными (показатель активности — 78,3 %, в 1999 году было 82,0 %). Из 47 активных жителей работали 46 человек (25 мужчин и 21 женщина), безработным был 1 мужчина. Среди 13 неактивных 4 человека были учениками или студентами, 8 — пенсионерами, 1 был неактивным по другим причинам.

## Фотогалерея

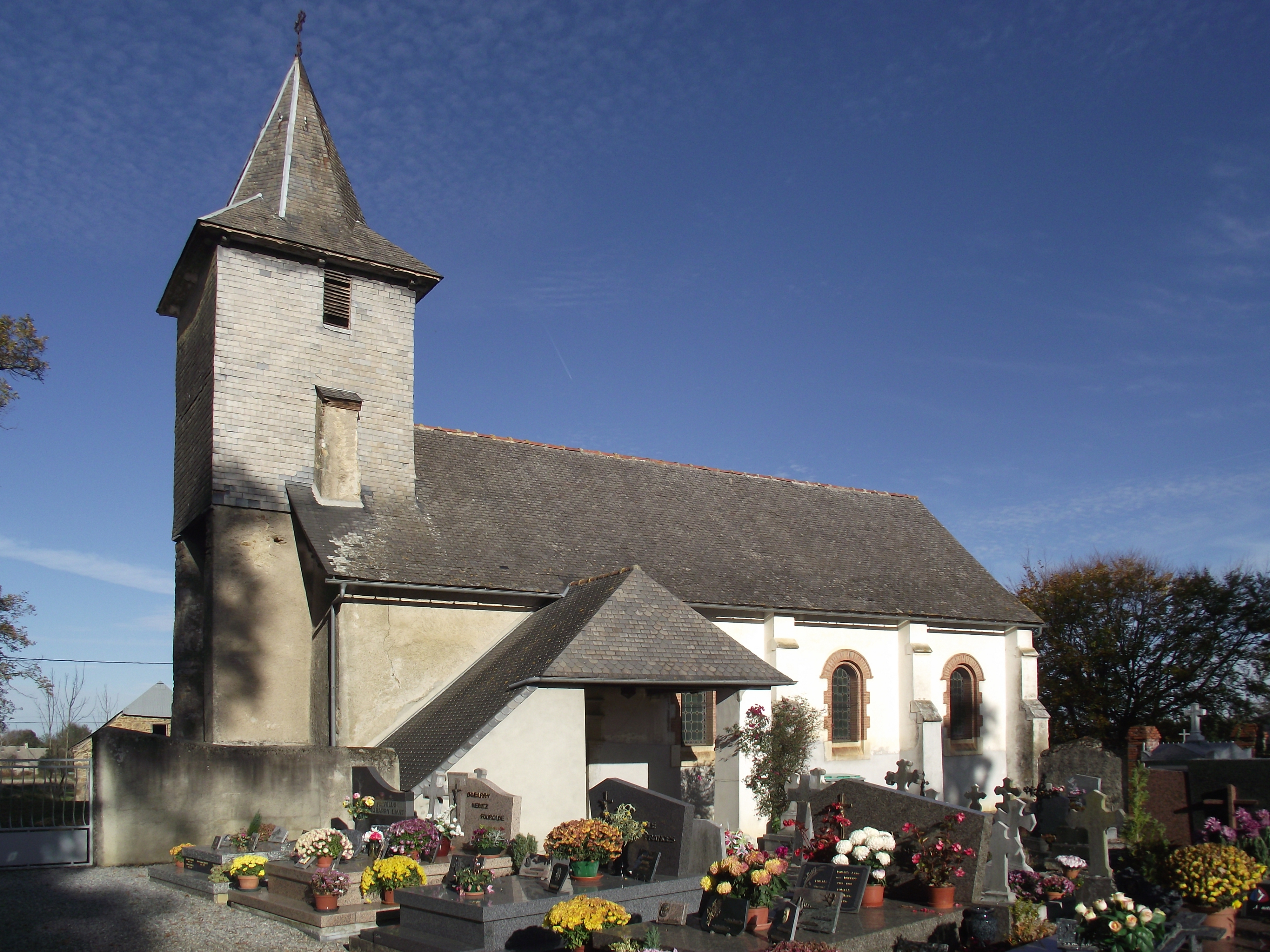
Церковь Св. Петра
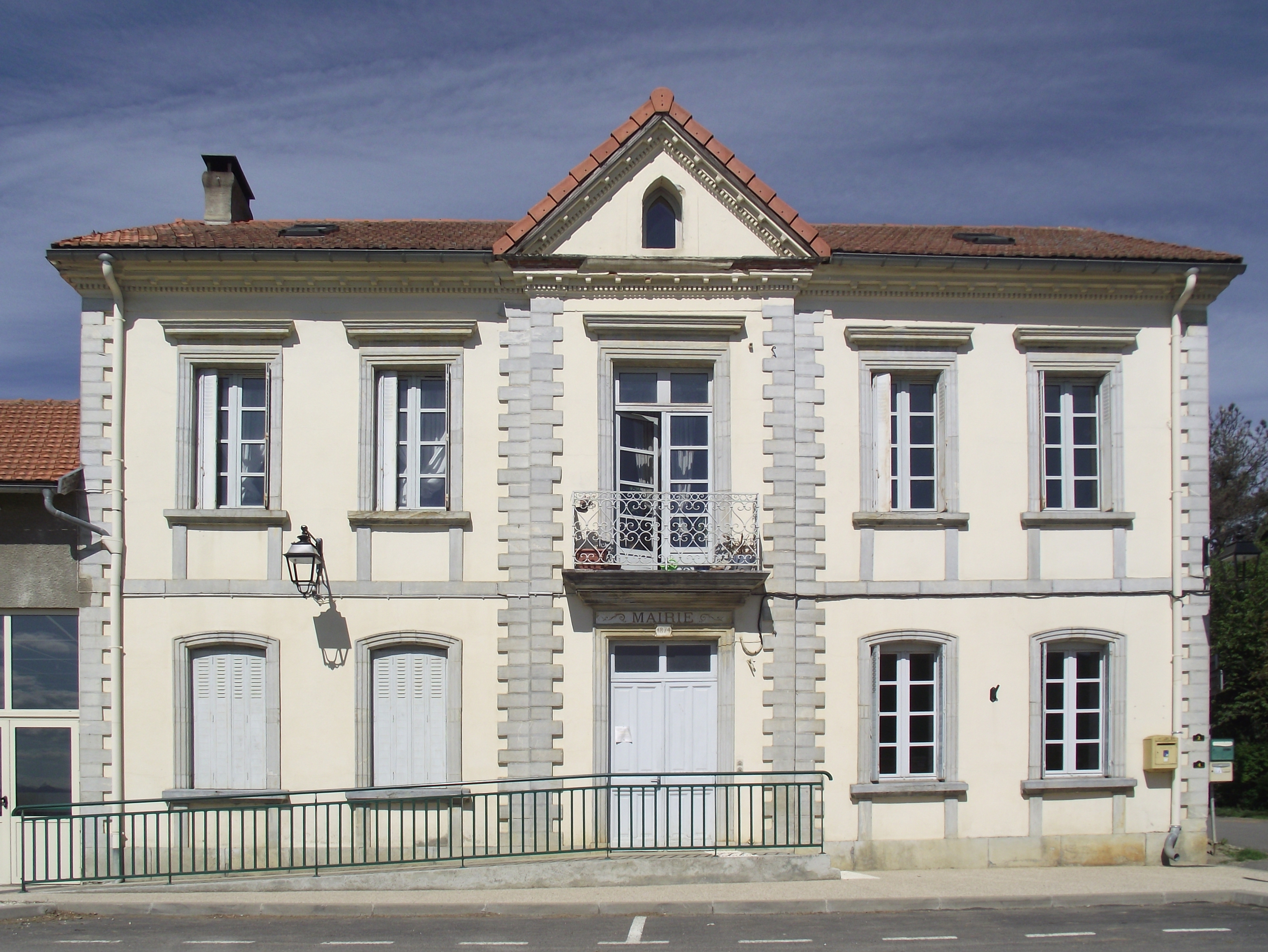
Мэрия
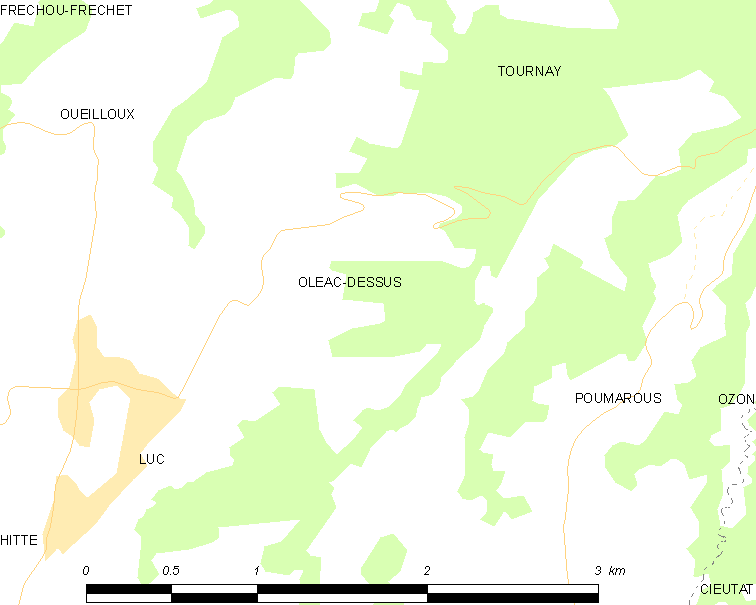
Карта коммуны